# Lithosia fasciata
Lithosia fasciata là một loài bướm đêm thuộc phân họ Arctiinae, họ Erebidae.